# Rue Audrey Hepburn
Pour les articles homonymes, voir avenue Ferdousi.
La rue Audrey Hepburn (en néerlandais : Audrey Hepburnstraat) est une rue du quartier des Jardins de Jette à Jette.

## Historique
Cette Rue est dénomée en l'honneur d'Audrey Hepburn,, actrice née à Ixelles et ayant vécu toute une partie de sa jeunesse à Linkebeek.